# Raiano
Raiano település Olaszországban, Abruzzo régióban, L’Aquila megyében. Lakosainak száma 2630 fő (2023. január 1.). Raiano Castel di Ieri, Castelvecchio Subequo, Goriano Sicoli, Molina Aterno, Pratola Peligna, Vittorito, Corfinio és Prezza községekkel határos.

## Népesség
A település lakossága az elmúlt években az alábbi módon változott:
| Lakosok száma | 2769 | 2767 | 2630 |
|               | 2017 | 2018 | 2023 |